# Agrostis sesquiflora
Agrostis sesquiflora är en gräsart som beskrevs av Étienne-Émile Desvaux. Agrostis sesquiflora ingår i släktet ven, och familjen gräs. Inga underarter finns listade i Catalogue of Life.